# Coccoloba uvifera

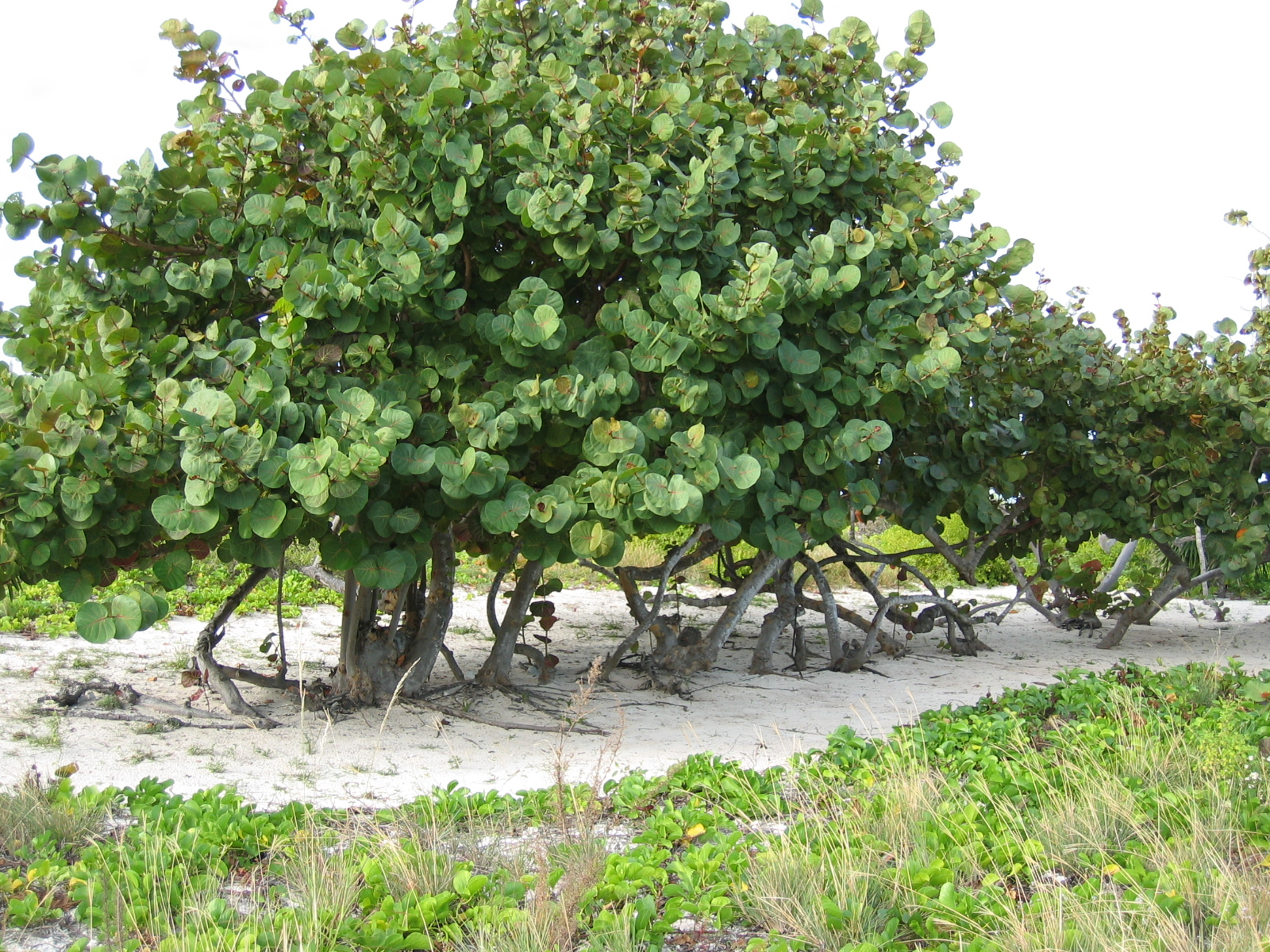
Habitus

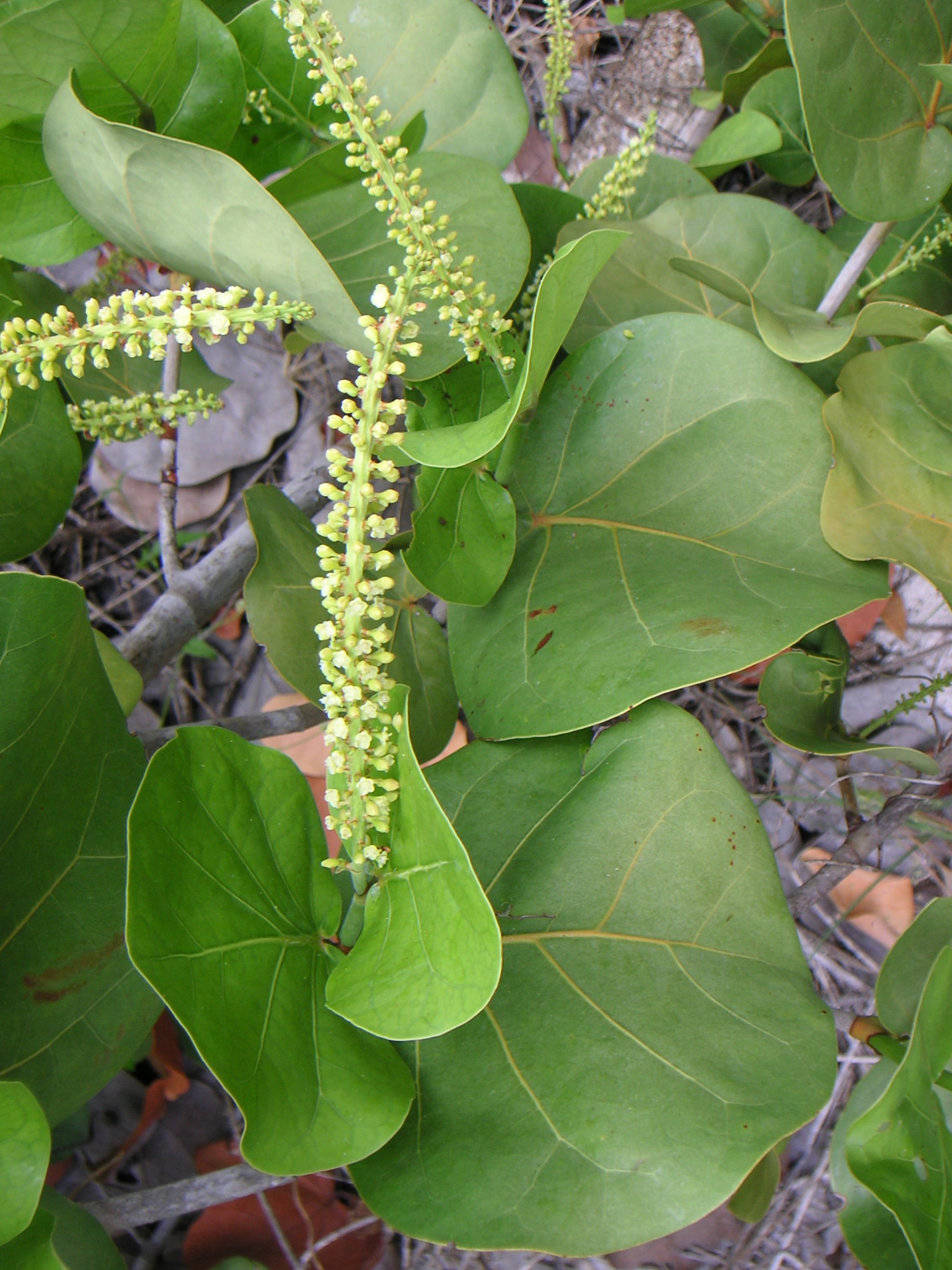
Blütenstände

Coccoloba uvifera ist eine Pflanzenart aus der Gattung Coccoloba in der Familie der Knöterichgewächse (Polygonaceae). Deutsche Namen für die Art (wie auch für die ganze Gattung) sind „Meertraubenbaum“ und „Seetraube“.

## Beschreibung
Coccoloba uvifera wächst als meist immergrüner Strauch bis Baum und erreicht Wuchshöhen von meist 8 bis 10 Metern, unter günstigen Bedingungen auch bis 15 Meter. Häufig bildet die Pflanze eine mehrstämmige, breite Krone aus. Die Rinde ist graubraun und glatt. Die gestielten Laubblätter sind fast kreisrund bis eiförmig mit herzförmiger Basis; sie sind ledrig und ganzrandig. Die Blätter sind 12 bis 20 cm groß und hellgrün; die Blattadern sind oft rot gefärbt. In kälteren Gebieten bekommen die Blätter eine rote Herbstfärbung und fallen bis zum Winter ab.
Die Art ist zweihäusig getrenntgeschlechtlich diözisch. Die endständigen Blütenstände sind 15 bis 35 cm lang, traubenartig und überhängend. Die duftenden, männlichen oder weiblichen Blüten sind sehr klein und gestielt. Die Früchte (Scheinfrucht) aus der fleischigen Blütenhülle, sind nahezu kugelrund und etwa 2 cm groß; sie sind zunächst hellgrün, später dunkelpurpur bis dunkelblau gefärbt. Der gesamte Fruchtstand ähnelt dem der Weintraube.

## Verbreitung
Die Heimat dieser Pflanze liegt im tropischen Amerika. Ihr Verbreitungsgebiet reicht vom US-Bundesstaat Florida und Mexiko südlich über Zentralamerika (Belize, Costa Rica, Honduras Nicaragua und Panama) und die karibische Inselwelt der Antillen bis ins nordwestliche Südamerika (Kolumbien, Venezuela, Ecuador, Peru und Brasilien) und den Guyanas.
Mittlerweile wurde die Art auch in verschiedenen anderen tropischen Gebieten, wie etwa auf Hawaii eingeführt.

## Nutzung
Die Früchte von Coccoloba uvifera sind essbar; sie werden unter anderem zu Marmelade und Wein verarbeitet.
In tropischen Gebieten wird Coccoloba uvifera oft als Straßenbaum gepflanzt. Daneben wird sie auch als Heckenpflanze oder als Bonsai genutzt.
Das Holz wird für die Möbelherstellung genutzt. Die Wurzeln und der gummiartige Pflanzensaft werden teilweise als Heilmittel genutzt. Im 18./19. Jahrhundert war der Pflanzensaft als „Westindisches Kino“ bekannt. Kino besteht aus Gerbsäuren und dem Farbstoff Kinorot und ist in heißem Wasser oder Alkohol löslich. Früher verwendete man Kino zum Färben und Gerben oder als schmerzstillendes Mittel bei Zahnbeschwerden.

## Ökologie
Die Früchte werden von Vögeln, Hörnchen und anderen Säugetieren gefressen.

## Systematik
Die Erstbeschreibung stammt vom schwedischen Botaniker Carl von Linné und wurde 1759 veröffentlicht.